# 沙井街道 (南宁市)
沙井街道，是中华人民共和国广西壮族自治区南宁市江南区下辖的一个乡镇级行政单位。

## 行政区划
沙井街道下辖以下地区：
沙井大道中段社区、沙井大道南段社区、智和村、三津村、乐贤村、同乐村、杨村、金鸡村、邕津村、仁义村和南乡村。